# Sundown (nummer)
"Sundown" is een nummer van de Canadese folkartiest Gordon Lightfoot uit 1974.
Het nummer gaat over een moeizame romantische relatie waarbij de zanger zich afvraagt waar zijn vriendin uithangt. Op het nummer wordt Lightfoot ondersteund door Red Shea (gitaar), Terry Clements (gitaar), John Stockfish (bas) en Jim Gordon (drums).
Het is afkomstig van het gelijknamige album en werd in maart 1974 op single uitgebracht. Het bereikte de eerste plek in de Billboard Hot 100 en de Canadeze RPM hitlijst. Het is de enige Top 40-hit voor Lightfoot in Nederland, met een zestiende plek als hoogste positie.

## NPO Radio 2 Top 2000
| Nummer met noteringen in de NPO Radio 2 Top 2000 | '99  | '00 | '01  | '02  | '03 | '04  | '05 | '06  |
| ------------------------------------------------ | ---- | --- | ---- | ---- | --- | ---- | --- | ---- |
| Sundown                                          | 1583 | -   | 1321 | 1650 | -   | 1672 | -   | 1930 |

1. ↑  Een '-' betekent dat het nummer niet was genoteerd en een vetgedrukt getal geeft de hoogste notering aan.
2. ↑  Deze tabel is bijgewerkt tot en met de laatste editie (2024).